# 周子揚
周子揚（英語：Hinson Chou Tsz Yeung，1984年3月29日—），香港男歌手及演員，曾爲無綫電視成為旗下合約男藝人、企業家、商人。2019年才獲中國中央電視臺頒發傑出青年獎，並在中央電視臺表演。

## 簡介
周子揚15歲開始學習彈結他、打鼓及唱歌，18歲到美國洛杉矶音樂家學院Musician Institute L.A. Hollywood 修讀音樂兩年。於香港簽約前，曾簽約臺灣環球唱片，曾屬喜歡音樂經理人公司，他曾跟台灣製作人陳子鴻當音樂學徒兩年多，學習幕後製作過程，每天在錄音室內寫歌、編曲等。
周子揚於2009年以歌手身份出道，由2009年至2011年屬華納唱片公司。同年11月12日推出首張EP《Discover》出道，包括他與Jerald共同作曲的《如果沒人發現的話》、陳輝陽作曲的《宇宙船》，以及由周子揚親自作曲的《白與黑》和《我的都市沒有你的詩》。
2011年底，周子揚加盟無綫電視成為旗下經理人合約男藝人，同時創辦了香港地產代理公司——星滙物業 (Starsproperty Limited)。2015年11月約滿後離開無綫。
2015年-2019年，在北京發展演藝事業。
2015年，同時加入上市公司新鴻基金融做私人銀行及專業投資的工作。
2015-2017年，加入香港貝格隆証券金融公司，做股票融資配售工作。
2016-2018年，加入興證國際證券有限公司。
2017年，同時參加《中央電視台》大型綜藝節目《星光大道》，晉身年度總決賽八強。
2018年，參加《江苏卫视》—《一站到底》。擔任特別表演嘉賓。
2019年2月，加入永豐金證券(亞洲)有限公司，做基金投資及項目融資工作。同年7月，加入香港上市公司興證國際，主要做財富管理和境外全面的金融服務，包括財富管理，基金投資，項目融資，私人銀行，私募基金，上市準備服務等等全面的金融服務。9月，加入和暄資本集團，成為執行董事，負責私募股權投資 (Private Equity Investment)。
2020年7月，周子揚創立華領集團控股有限公司，旗下附屬公司包括：手拍科技控股有限公司 (Spokesperson Group Limited) [原名為：民間代言人集團有限公司]，賣易快集團有限公司 (Buyify Group Limited)及星星制視有限公司 (Star TV Limited)，均任CEO。
2020年7月31日 創立手拍科技控股有限公司 （SpokesPerson Group Limited）,創立首個全亞洲social-fi web 3.0 任務獎賞社交平台。用戶達至全球東南亞，粵港澳地區，並在2022年進入香港數碼港成爲旗下科技公司，並獲得數碼港頒發的13間之一的傑出科技公司。
2020-2022年 加入Savills Hong Kong，進行地產大額成交買賣。
2021年3月，旗下開發的短視頻互動式任務獎賞應用程式—手拍Spokesperson正式推出市場
2022年周子揚加入AIA ,在AIA體系創立Unicorns Family 獨角獸保險家族,為高增值客戶進行財富管理及保險規劃。

## 音樂作品

### 專輯
| 1. | 白與黑             |
| 2. | 如果沒人發現的話   |
| 3. | 宇宙船             |
| 4. | 我的都市沒有你的詩 |

| 1. | 如果沒人發現的話（MV） |
| 2. | 白與黑（MV）           |
| 3. | 宇宙船（MV）           |

| 1. | 可惜所需不是我        |
| 2. | Life Is So Boring     |
| 3. | Welcome To Black Hole |
| 4. | 伴我同行              |
| 5. | 螢火                  |

| 1. | Life Is So Boring（MV）     |
| 2. | 可惜所需不是我（MV）        |
| 3. | Welcome To Black Hole（MV） |

### 創作作品
| 創作部分   | 發表年份 | 演唱歌手       | 歌曲                             | 收錄專輯   | 備註                                           |
| ---------- | -------- | -------------- | -------------------------------- | ---------- | ---------------------------------------------- |
| 作曲       | 2009年   | 周子揚         | 白與黑                           | Discover   |                                                |
| 作曲       | 2009年   | 周子揚         | 如果沒人發現的話                 | Discover   |                                                |
| 作曲       | 2009年   | 周子揚         | 我的都市沒有你的詩               | Discover   |                                                |
| 作曲       | 2010年   | 周子揚         | Life Is So Boring                | Life Is... | 與張佳添作曲                                   |
| 作曲       | 2010年   | 周子揚         | 眉目搏鬥                         |            | （香港電台Teen Power廣播劇《月月心水》主題曲） |
| 作曲       | 2011年   | 周子揚         | 木頭車                           |            | 與BC、黃兆銘作曲                               |
| 作曲       | 2012年   | 周子揚         | 白夜行                           |            |                                                |
| 作曲       | 2013年   | 周子揚         | M型社會                          |            |                                                |
| 作曲、作詞 | 2013年   | 周子揚         | I Wanna Be Yours                 |            | 與楊熙作詞                                     |
| 作曲       | 2014年   | 周子揚、吳業坤 | 她不愛你                         |            |                                                |
| 作曲       | 2014年   | 周子揚         | 愛上你(國語)                     |            |                                                |
| 作曲       | 2015年   | 蕭正楠         | I'll Always Be Yours             |            |                                                |
| 作曲       | 2016年   | 周子揚、吳業坤 | 霧花                             |            |                                                |
| 作曲、作詞 | 2017年   | 周子揚         | 《中華兵王》的主題曲《我的戰魂》 |            |                                                |
| 作曲       | 2019年   | 周子揚         | 內地網劇主題曲 《幸福在這裡》    |            |                                                |

### 其他歌曲
2010年
- 童軍精神
- 日行一善（與方珈悠合唱）

2011年
- 畫皮(電視劇) 主題曲—唯愛（國語；與薛凱琪合唱，收錄於其專輯《August Girl》）

### 派台歌曲成績
| 派台歌曲成績 | 派台歌曲成績       | 派台歌曲成績 | 派台歌曲成績 | 派台歌曲成績 | 派台歌曲成績 | 派台歌曲成績 |
| ------------ | ------------------ | ------------ | ------------ | ------------ | ------------ | ------------ |
| 唱片         | 歌曲               | 903          | RTHK         | 997          | TVB          | 備註         |
| 2009年       |                    |              |              |              |              |              |
| Discover     | 如果沒人發現的話   | 5            | 11           | 5            | 4            |              |
| Discover     | 白與黑             | -            | 11           | 13           | -            |              |
| Discover     | 我的都市沒有你的詩 | 14           | -            | 3            | -            |              |
| 2010年       |                    |              |              |              |              |              |
| Life Is...   | Life Is So Boring  | 12           | -            | -            | -            |              |
| Life Is...   | 可惜所需不是我     | -            | 18           | 2            | -            |              |
|              | 眉目搏鬥           | -            | 12           | -            | -            |              |
| 2011年       |                    |              |              |              |              |              |
|              | M型社會            | -            | -            | -            | -            |              |
|              | 木頭車             | -            | -            | -            | 1            |              |
| 2012年       |                    |              |              |              |              |              |
|              | 白夜行             | -            | -            | -            | -            |              |

| 各台冠軍歌總數 | 各台冠軍歌總數 | 各台冠軍歌總數 | 各台冠軍歌總數 | 各台冠軍歌總數    |
| -------------- | -------------- | -------------- | -------------- | ----------------- |
| 903            | RTHK           | 997            | TVB            | 備註              |
| 0              | 0              | 0              | 1              | 四台冠軍歌總數：0 |

* 代表仍在榜上
^ 代表由於TVB與五大唱片公司的版稅紛爭而並無派上TVB
粗體表示冠軍歌

## 電視劇（無綫電視）
2013年
- 愛·回家 (第一輯) 飾演 翻譯/售貨員/DJ/評判/小孩父

2014年
- 廉政行動2014
- 點金勝手 飾 蘇日佳（Solar）
- 載得有情人 飾 阿东
- 使徒行者 飾 型男
- 再戰明天 飾 Brian
- 老表，你好hea！ 飾 Kelvin
- 名門暗戰 飾 Kelvin
- 醋娘子

2015年
- 飛虎II 飾 姬下屬
- 八卦神探 飾 高米高（Michael）
- 四個女仔三個BAR 飾 危仲衡（Jaydon）
- 潮拜武當 飾 趙元暢（Gibson）
- 無雙譜 飾 書生

2016年
- 鐵馬戰車 飾 李文浩（浩Sir）
- 流氓皇帝 飾 考生

## 電視劇（其他）
2011年
- 中國大陸: 畫皮 飾 余直
- 香港電台: 火速救兵II 飾 馬濟文

2020年
- 中國大陸：我在北京等你 (在紐約)，在江蘇衛視、浙江衛視首播，並在優酷視頻、騰訊視頻同步播出

## 電影
- 2012: 大追捕 飾 警察
- 2012: 春嬌與志明 飾 45秒男友 （蔣浩龍）
- 2013: 風暴 飾 警察
- 2013: 地下室驚魂 飾 嚴鵬 (男二)
- 2017: Hello 白小姐(網絡電影) 飾 許仙 (男一)
- 2017: 中華兵王(網絡電影)飾 胥峰 (男一)
- 2017：我的傳奇命運 飾 李浩宇 (男一)

## 獎項
2009年
- YAHOO!搜尋人氣大獎 – 樂壇新勢力（男歌手）
- 新城勁爆頒獎禮 – 新城勁爆新登場創作歌手
- 加拿大至HiT中文歌曲排行榜 – 全國推崇新男歌手（粵語）
- 第三十二屆十大中文金曲 – 最有前途新人奬（銀獎）
- SINA Music樂壇民意指數頒獎禮 – 我最喜愛男新人（銀獎）
- PM 2009年度卓越唱作實力男新人獎

2010年
- YAHOO!搜尋人氣大獎 – 可惜所需不是我-人氣MV 獎
- 新城勁爆頒獎禮 –可惜所需不是我- 新城勁爆原創歌曲大獎

2011年
- 歌曲 可惜所需不是我 取得 Sina Music 頒獎禮 最高收聽率二十大歌曲
- TVB勁歌金曲冠軍歌 — 木頭車
- SpokesPerson App 被數碼港選為13間科技公司之一
- 被中央電視台選為傑出青年，在中央電視台演出‘東方之珠’

## 外部連結
- 周子揚的Facebook專頁
- 周子揚的新浪微博